# Roberto Lopes da Costa
Roberto Lopes da Costa (* 6. Oktober 1966 in Bacabal, Maranhão) ist ein ehemaliger brasilianischer Beachvolleyballspieler.

## Karriere
1990 absolvierte Roberto Lopes seine ersten Turniere auf der FIVB World Tour an der Seite seines langjährigen Partners Franco Neto. Das brasilianische Duo etablierte sich sofort in der Weltspitze und gewann bis 1996 elf Open- und zwei Weltserien-Turniere. 1993/94 und 1995/96 waren sie die FIVB Tour Champions. Beim olympischen Turnier in Atlanta unterlagen Franco und Roberto Lopes in der dritten Hauptrunde den Spaniern Bosma/Jimenez, bevor sie auf der Verliererseite gegen die Norweger Kvalheim/Maaseide verloren und den neunten Rang belegten. Das gleiche Ergebnis gab es bei der Weltmeisterschaft 1997. Zwei Jahre später kamen sie bei der WM in Marseille nicht über den 33. Platz hinaus. Anschließend gewannen sie Bronze bei den Panamerikanischen Spielen. Nachdem sie die WM 2001 verpasst hatten, trennten sie sich Ende des Jahres 2002. Roberto Lopes spielte 2006 noch mit Pedro und beendete 2007 seine internationale Karriere.